# Moselabius albipunctatus
Genre
Espèce
Moselabius albipunctatus, unique représentant du genre Moselabius, est une espèce d'opilions laniatores de la famille des Cosmetidae.

## Distribution
Cette espèce est endémique du Pérou. Elle se rencontre dans les régions de Junín et de Pasco.

## Description
La femelle holotype mesure 4 mm.

## Publication originale
- Roewer, 1956 : « Arachnida Arthrogastra aus Peru, II. » Senckenbergiana biologica, vol. 37, p. 429–445.